# Anomala takeshii
Anomala takeshii är en skalbaggsart som beskrevs av Guido Sabatinelli 1997. Anomala takeshii ingår i släktet Anomala och familjen Rutelidae. Inga underarter finns listade i Catalogue of Life.